# Arima Velodrome
El Arima Velodrome es un velódromo y un estadio de fútbol, ubicado en la ciudad de Arima, Trinidad y Tobago, y que actualmente es la sede del North East Stars FC de la TT Pro League.

## Historia
Fue inaugurado el 29 de diciembre de 1924, cuando el país era colonia británica y es administrado por la Arima Borough Corporation. El velódromo está abierto, mide 440 metros de largo y su superficie es de concreto. Se construyó en el lugar donde se situó uno de los primeros cines de Trinidad y Tobago, al menos desde 1906. Los campeonatos estatales de ciclismo de velocidad se han celebrado varias veces en sus instalaciones. También es la sede del Gran Premio Internacional de Bicicleta de Pascua, se celebra cada año en marzo.
El estadio fue una de las sedes del Campeonato de Naciones de la Concacaf de 1971. Dado que la pista durante mucho tiempo no tenía iluminación, el tiempo de entrenamiento era limitado. En 2018, después de 30 años, se restableció la luz en el recinto.
Los partidos de fútbol se juegan en el césped dentro de la pista. Es el campo del club de North East Stars FC desde 2017. También se utiliza para otros eventos como la Primera Semana de Patrimonio Nacional 2014, un evento de una comunidad de desfiles de los nativos americanos o desfiles de carnaval.